# I Need You (PERSONZの曲)
『I Need You』（アイ・ニード・ユー）は、日本のロックバンド、PERSONZの9枚目のシングルである。

## タイアップ
ミナミ1994スキーCMソング（I Need You）

## 収録曲
（全曲作詞：JILL / 作曲：渡邉貢）
1. I Need You
2. No More Tears
3. I Need You オリジナル・カラオケ

## 品番
CDS: TODT-3139